# Rawa Makmur (Bonai Darussalam)
Rawa Makmur is een bestuurslaag in het regentschap Rokan Hulu van de provincie Riau, Indonesië. Rawa Makmur telt 848 inwoners (volkstelling 2010).